# Six Feet Under (låt, 2023)

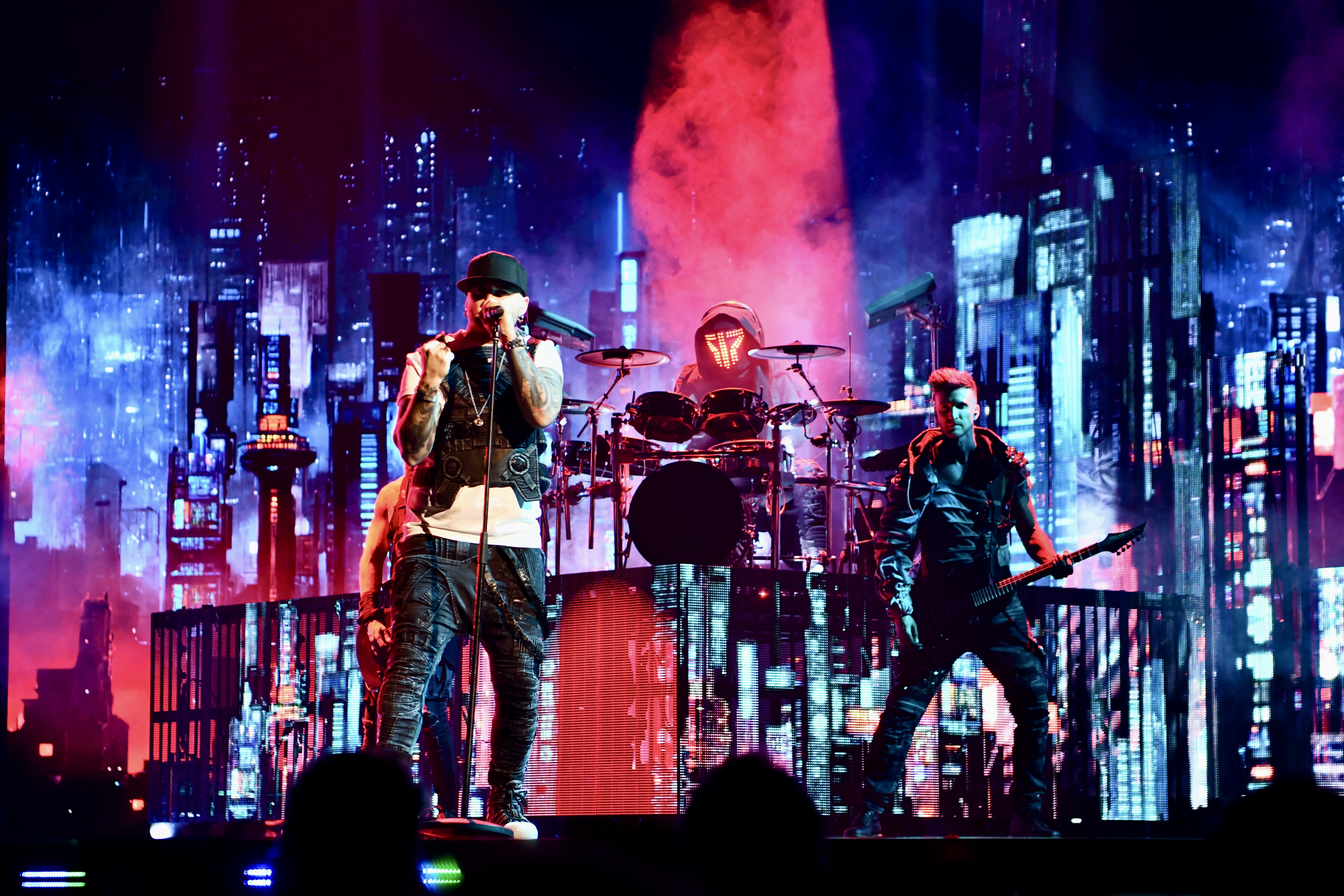
Smash Into Pieces framför Six Feet Under inför deltävlingen i Melodifestivalen 2023.

Six Feet Under är en låt framförd av Smash Into Pieces i Melodifestivalen 2023. Låten som deltog i den fjärde deltävlingen, gick direkt vidare till final.
Låten är skriven av Andreas Lindbergh, Benjamin Jennebo, Chris Adam, Jimmy "Joker" Thörnfeldt, Joy Deb, Linnea Deb och Per Bergquist.